# 4-硝基苯胺
4-硝基苯胺是一种有机化合物，化学式为C6H6N2O2。它是具有氨基和硝基的双官能团化合物。

## 合成
在工业上，4-硝基苯胺由4-硝基氯苯的氨化反应得到：
ClC6H4NO2 + 2 NH3 → H2NC6H4NO2 + NH4Cl
实验室里则通过苯胺的硝化反应制备，反应遵循亲电芳香取代规则。反应后需要将少量的邻位产物分离。

## 應用
4-硝基苯胺在工業上的應用是作為重要染料成份對苯二胺的先驅物質，會再用鐵金屬及催化加氫的方式產生。
4-硝基苯胺也是合成对位红（第一個偶氮染料）所需要的原料：
將4-硝基苯胺置於硫酸中加熱，會快速的聚合，生成硬質的泡沬。

### 實驗室應用
4-硝基苯胺有溶劑化顯色的特性，因此用來檢測卡姆列特-塔虎脫溶劑參數。其紫外-可見頻譜波峰的位置會隨溶劑中氫鍵受體及供體的平衡而變化。

## 拓展链接
- Safety (MSDS)data for p-nitroaniline（页面存档备份，存于）
- MSDS Sheet for p-nitroaniline
- Sigma-Aldrich Catalog data（页面存档备份，存于）
- CDC - NIOSH Pocket Guide to Chemical Hazards（页面存档备份，存于）